# Дмитриевская церковь (Бесплемяновский)
Дмитриевская церковь (храм Святого Димитрия, храм Димитрия Солунского) — православный храм в хуторе Бесплемяниковский Области Войска Донского (ныне хутор Бесплемяновский Волгоградской области).

## История
Первое упоминание о деревянной церкви в честь Дмитрия Солунского в хуторе Бесплемяниковский относится к 1730 году. В 1745 году она сгорела. Вместо неё в 1752 году была построена новая, тоже деревянная церковь, с такой же колокольней, покрытые листовым железом. Ограда вокруг церкви — деревянная, имелась также деревянная караулка. Престол в ней один — во имя Святого Великомученика Дмитрия Мироточивого.
Причт при ней по штату, утвержденному в 1877 году — настоятель и псаломщик. Дома у священнослужителей были собственные, деревянные, на станичной юртовой земле. С 1818 года священником храма был Зимовнов Иван Георгиевич. Церковь находилась от консистории — в 450 верстах, а от благочинного — в 8 верстах. Сгорела от пожара и эта церковь, и вместо неё в 1883 году был построен деревянный молитвенный дом. Церковная школа грамоты была открыта на хуторе 1 декабря 1885 года. 16 мая 1897 года школа преобразована в церковно-приходскую. Хутора прихода: Малиновский, Верхний, Нижний, Чикунов, Безыменский.
В 1900 году была построена каменная Димитриевская церковь. До настоящего времени она не сохранилась — в начале 1940-х годов церковь разобрали, и из её кирпича в соседнем хуторе построили школу. В Государственном архиве Волгоградской области имеются документы, относящиеся к этой церкви.
В настоящее время на хуторе воссоздается разрушенный храм, которому выделили старое здание, когда-то относящееся к бывшей церкви, а в советские времена было и сельской администрацией, и конторой колхоза. Здесь создали молитвенный дом в честь Дмитрия Солунского. Трудами настоятеля — иерея Сергия Скребцова возрождается духовная жизнь: в религиозные праздники в нём проходят службы.